# Tawiscara
Tawiscara (Tawiscaron), U mnogim irokeškim i nekim algonkvijskim legendama, kulturni heroj (držač neba) ima brata blizanca ili mlađeg brata po imenu Flint koji je ubio njihovu majku tijekom poroda, obično namjerno presjekavši sebi izlaz umjesto da čeka da se rodi. U pričama kod Irokeza ovaj je duh često zlonamjeran i stvara poteškoće ljudima i bori se sa svojim bratom. U algonkvijskim legendama, lik Flinta općenito ne čini nikakve daljnje zločine ili probleme osim smrti svoje majke. U mnogim plemenima Flint je povezan sa zimom, noći i smrću.
U irokeškoj mitologiji, Flint (Tawiscara ili Tawiskaron na irokeškim jezicima) jedan je od unuka blizanaca majke božice Nebeske žene. Često ga se, iako ne uvijek, povezuje sa zlom, poput Bad Spirita ili Evil Minda plemena Cayuga. Flintov brat je bog kreator držač neba (Tarachiawagon). Ponekad se kaže da su zajedno stvorili ljude, što objašnjava zašto ljudi imaju i dobru i zlu prirodu. U nekim irokeškim mitovima, Flint je sociopatski negativac, koji namjerno ubija svoju majku i vara svoju baku da povjeruje da je njegov brat ubojica. Na kraju ga brat mora poraziti i zatvoriti. U drugim irokeškim tradicijama, Flint je više figura prevaranta nego negativca i uzrokuje uništenje samo zbog svoje kaotične prirode. Ponekad se kaže da Flint i Držač neba postoje u nekoj vrsti kozmičke ravnoteže, pri čemu su i svjetlo i tama neophodni za život.
Flint je manje istaknut u algonquianskoj mitologiji, ali se ponekad opisuje kao najmlađi brat Anishinabe heroja Nanabozhoa ili brat blizanac Wabanaki heroja Glooscapa. Neka od njegovih algonkvijskih imena su Chakekenapok (Potawatomi) i Mikwam (Ojibwe.) U nekim pričama ga kulturni heroj ubija kako bi osvetio majčinu smrt pri porodu, ali u drugim pričama, Flint ostaje kao jedan od sezonskih ili usmjerenih polubogova.
Ostali nazivi:  Tawiskara, Tawiscaron, Tawescaron, Tawiskarong, Tawiskala, Tawiscala, Thawiskaron, Tawis-karong, Taweskare, Tawiskalu, Tawiskaru, Tawisara, Taweskara, Tawiskaron, Tawihskaron, Tawihskare, Awiscaron, Ta'weh-ska'roongk, Ta'we-ska'roongk, Ta-wehskah-sooh-nyk, Ta'we-ska'reh, Tah-weh-skah-reh, Sawiskera; Hahgwehdaetgan, Hawgwehdaetgah, Ma-Negoategeh; Othagwenda, Otragwenda; Chakekenapok, Chokanipok, Mikwam.